# Ljoljići
Ljoljići (cyr. Љољићи) – wieś w Bośni i Hercegowinie, w Republice Serbskiej, w gminie Jezero. W 2013 roku liczyła 88 mieszkańców.